# Tonstad
Tonstad er en by og administrationscenteret i Sirdal kommune i Agder (tidligere i Vest-Agder) fylke i Norge. Byen har 811 indbyggere (2011), og ligger i nordenden af Sirdalsvannet omtrent 57 kilometer nord for Flekkefjord og 55 kilometer nordøst for Egersund. Tonstad var tidligere en selvstændig kommune fra 1905 til 1960.

## Stedet
Tonstad har skigymnasium, to benzinstationer, Coop, Livi, en bank, bibliotek, foto- og papirforretning og et lille bageri.
Tonstad har også et af Norges mest moderne skiskytteanlæg, Feed. Her er der blandt andet selvanvisere og 1 km, 2 km og 3 km asfalteret rulleskiløjpe, og anlægget bruges af både skiskytter og langrendsløbere på Sirdal videregående skole.
Det er ca. 1 times kørsel både fra Flekkefjord og Egersund.

## Den tidligere Tonstad kommune
Tonstad er en tidligere kommune i Vest-Agder som blev etableret da Sirdal kommune blev delt i 1905. Resten af Sirdal fik navnet Øvre Sirdal kommune. I 1960 blev de to kommuner slået sammen igen, og fik tillagt bygden Haughom fra Bakke og fik navnet Sirdal kommune igen.